# Locomotiva DB 181
Il gruppo 181 della Ferrovia Federale Tedesca (DB) è composto da locomotive elettriche bitensione realizzate nel 1966 per il traffico transfrontaliero con la Francia e il Lussemburgo.
I prototipi entrarono in servizio con la classificazione E 310, sostituita nel 1968 dalla nuova marcatura 181.0 e 181.1, con i suffissi 0 e 1 per evidenziare le differenze tecniche tra le macchine.
Le locomotive di serie realizzate a partire dal 1974 assunsero invece la classificazione 181.2.

## Storia
Il gruppo 181 della DB (inizialmente E 310) deriva dalle locomotive quadritensione del gruppo 184 (inizialmente E 410) per i sistemi di elettrificazione in corrente alternata tedesco a 15 kV 16,7 Hz e francese a 25 kV 50 Hz.

### Unità prototipo

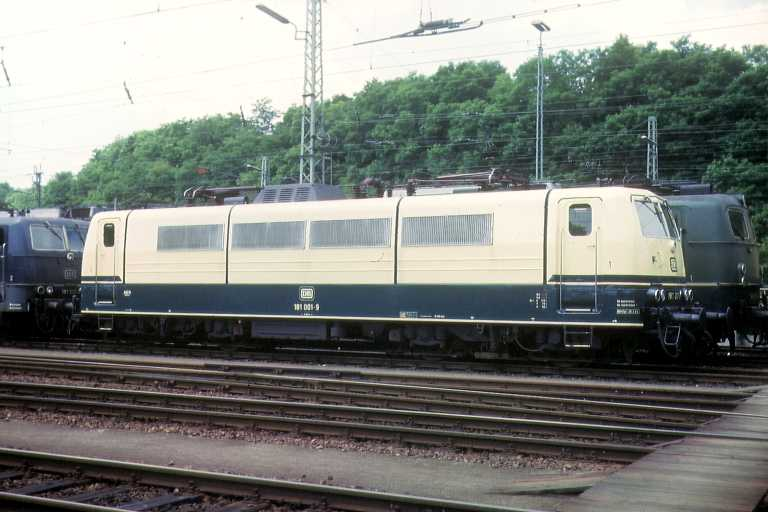
La locomotiva prototipo 181 001 ridipinta da poco nello schema di coloritura «blu oceano-beige» a Saarbrücken nel luglio 1983.

Le prime quattro locomotive bitensione furono immesse in servizio nel 1966 dopo una vasta sperimentazione e numerose corse di prova.
Le macchine furono usate principalmente per la trazione dei treni viaggiatori veloci tra la stazione francese di Metz e le stazioni tedesche di Saarbrücken, Kaiserslautern, Mannheim, proseguendo alternativamente verso Heidelberg oppure verso Darmstadt e Francoforte sul Meno.
Nel servizio merci le locomotive furono usate principalmente tra le stazioni di smistamento di Saarbrücken e Forbach/Confine, nonché Treviri e Perl/Apach, assieme alle "sorelle maggiori" del gruppo 184 dopo il 1979.
L'impiego più prestigioso fu dal 1970 al 1975 sul TEE 50/51 Goethe, tra Metz e Francoforte sul Meno, in testa alle carrozze in acciaio inossidabile tipo ex Mistral della SNCF.
Le locomotive prototipo differivano fra loro principalmente per il tipo di frenatura elettrica:
- le E 310 001 e 002 erano equipaggiate con la frenatura elettrica dissipativa, con cui l'energia cinetica del treno veniva convertita in energia elettrica dissipata su resistenze di frenatura;
- le E 310 003 e 004 erano equipaggiate con la frenatura rigenerativa, con cui l'energia cinetica del treno veniva convertita in energia elettrica mandata ad alimentare la catenaria.

Nel 1968 le locomotive dotate di frenatura dissipativa furono riclassificate nel sottogruppo 181.0, mentre quelle dotate di frenatura rigenerativa andarono a far parte del sottogruppo 181.1.
L'unica locomotiva prototipo ancora funzionante è la 181 001, di stanza nel museo DB di Coblenza. Le altre tre sono state demolite.

### Unità di serie
Il traffico transfrontaliero su rotaia fu soggetto a una rapida espansione negli anni successivi, inoltre furono elettrificati diversi itinerari tra la Francia, il Lussemburgo e la Germania. Questa situazione determinò una maggiore necessità di locomotive bitensione alla quale le ferrovie federali tedesche riposero nel 1972 ordinando altre 25 macchine del gruppo 181, sulle quali furono introdotti ulteriori miglioramenti tecnici.
Queste modifiche, che coinvolsero principalmente l'azionamento dei motori e l'elettronica di controllo, furono così estese che le locomotive consegnate tra il 1974 e il 1975 vennero classificate nel nuovo sottogruppo 181.2.
La differenza esterna più evidente riguardava i tre elementi rimovibili posti a copertura della zona delle apparecchiature ad alta tensione posta tra le cabine di guida, su cui le griglie di ventilazione furono spostate in alto fino al bordo del tetto. L'innalzamento dei ventilatori permise di inviare direttamente l'aria di raffreddamento ai motori di trazione senza dover attraversare la zona alta tensione. Anche se i motori di trazione erano dello stesso tipo e della stessa potenza continuativa di quelli dei prototipi, fu possibile innalzare la velocità massima della locomotiva da 150 a 160 km/h sfruttando il maggiore regime di rotazione ammissibile dagli stessi.

### Esercizio

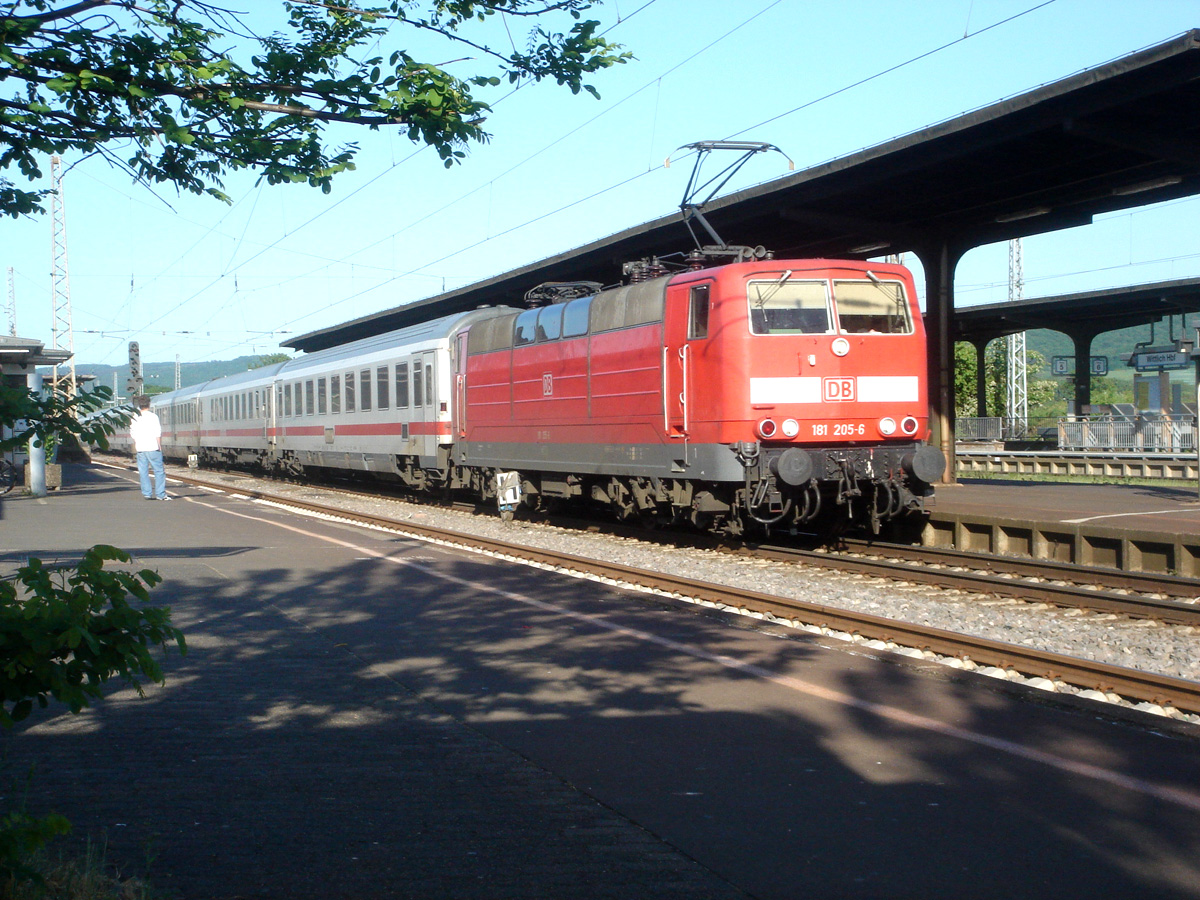
La locomotiva 181 205 in testa a un treno InterCity a Wittlich presso Treviri.

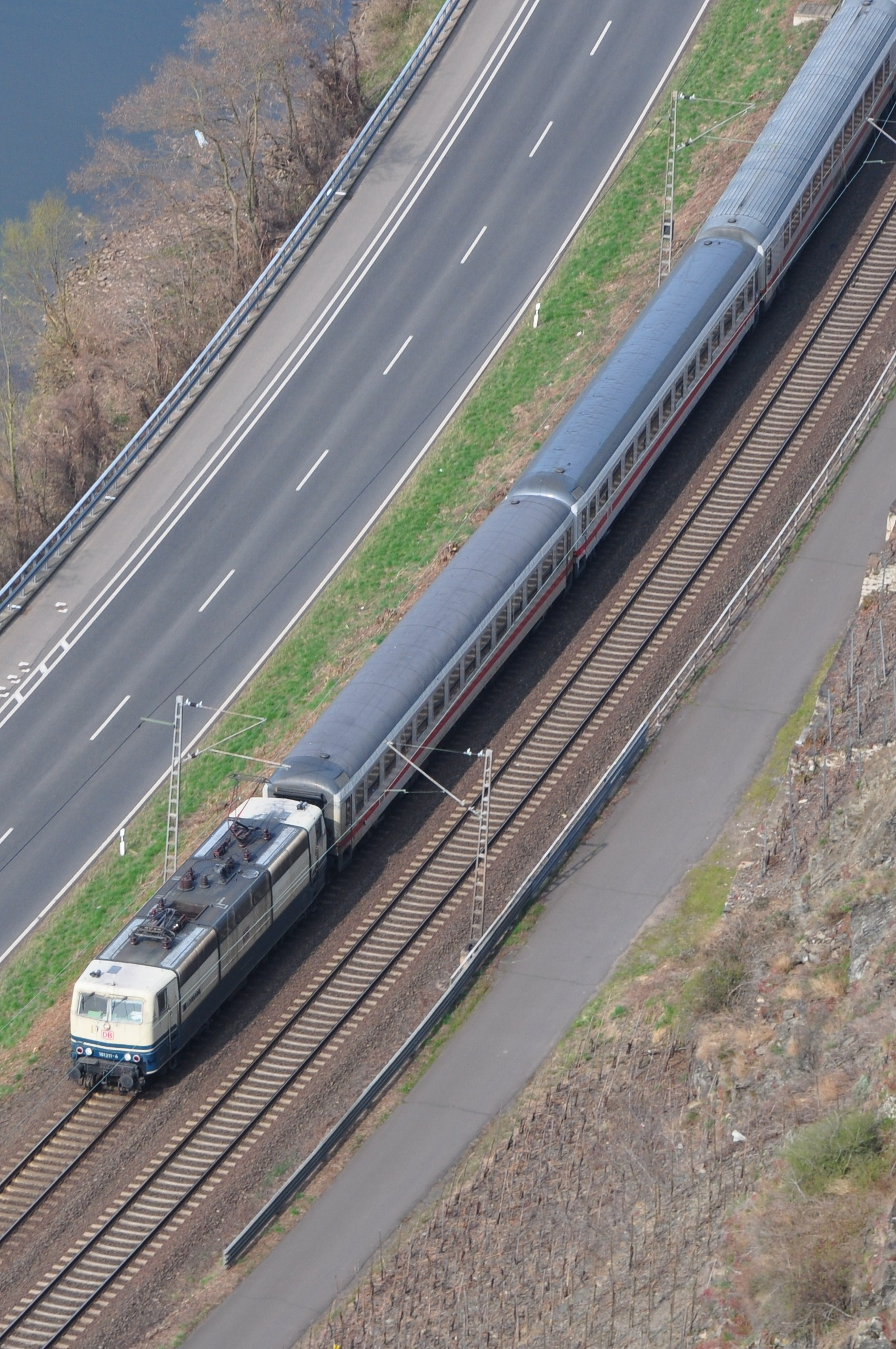
La locomotiva 181 211 "Lorraine" in testa a un IC nella Valle della Mosella.

Al pari dei prototipi, le locomotive di serie furono assegnate ai treni viaggiatori veloci Metz-Saarbrücken-Kaiserslautern-Mannheim-Heidelberg/Darmstadt-Francoforte, spesso effettuati con le carrozze SNCF tipo Corail.
Allo stesso modo furono inserite nei turni del servizio viaggiatori sui treni rapidi ed espressi sugli itinerari Saarbrücken-Treviri-Coblenza lungo le valli della Saar e della Mosella.
L'uso sui treni merci era invece limitato alle relazioni Saarbrücken-Forbach/Confine, Treviri-Perl/Apach e Wasserbillig-Lussemburgo, dove le locomotive arrivavano con i treni viaggiatori.
In seguito furono usate anche tra Strasburgo-Kehl-Karlsruhe e Stoccarda e, approfittando delle pause a Strasburgo, impiegate anche nella direzione opposta per la trazione di alcuni treni viaggiatori francesi in servizio nazionale sulla tratta Strasburgo-Metz.
A partire dal 1990 le 181 vennero impiegate provvisoriamente per circa un anno sui nuovi treni inter-regionali Saarbrücken–Mannheim–Stoccarda, fino all'ingresso in servizio delle nuove locomotive del gruppo 120 sulla linea ad alta velocità Mannheim-Stoccarda.
Le locomotive furono utilizzate anche nel traffico EuroCity tra le stazioni terminali di Francoforte sul Meno, Stoccarda, Lipsia, Lussemburgo, Metz e Strasburgo. Continuarono inoltre a raggiungere Lussemburgo con i treni InterCity e Strasburgo con una coppia residua di IC.
Furono impiegate anche nel traffico merci transfrontaliero e, per sfruttarle al meglio, anche su percorsi interni in Germania, per esempio verso Coblenza, Heidelberg e, precedentemente, Basilea.
Le 181 furono assegnate a lungo al deposito locomotive di Saarbrücken, da cui passarono nel 2004 a quello di Francoforte sul Meno.
Nel 2010 non tutte le locomotive erano ancora in uso e tre di esse, le 181 202, 181 216 e 181 217, risultavano radiate. Tuttavia nel 2012 le locomotive del gruppo 181 venivano ancora sottoposte alle revisioni generali.
In funzione della loro area di azione quattro unità furono battezzate con il nome della regione nella quale circolavano: la 181 211 "Lorraine", la 181 212 "Luxembourg", la 181 213 "Saar" e la 181 214 "Mosel".
Dopo l'attivazione degli espressi Intercity tra Francoforte e Parigi e dei servizi TGV tra Monaco/Stoccarda e Parigi, l'utilizzo delle 181 iniziò a ridursi costantemente. Dal dicembre 2007 sono nuovamente in testa ai treni della linea InterCity Norddeich-Lussemburgo tra Coblenza e Lussemburgo e in parte sulla linea intercity tra Francoforte sul Meno e Saarbrücken. Anche la coppia di treni IC 360/361 tra Karlsruhe e Strasburgo continua a essere affidata alle locomotive di questa serie nel gennaio 2011.
La sera del 12 dicembre 2009 la 181 218 trainò l'ultimo treno Orient-Express (EN 469), in partenza alle 20:37 dalla stazione di Strasburgo, fino a Karlsruhe dove fu sostituita da una locomotiva delle Ferrovie Federali Austriache, adottando così dopo più di 120 anni uno dei treni più famosi.

## Caratteristiche tecniche

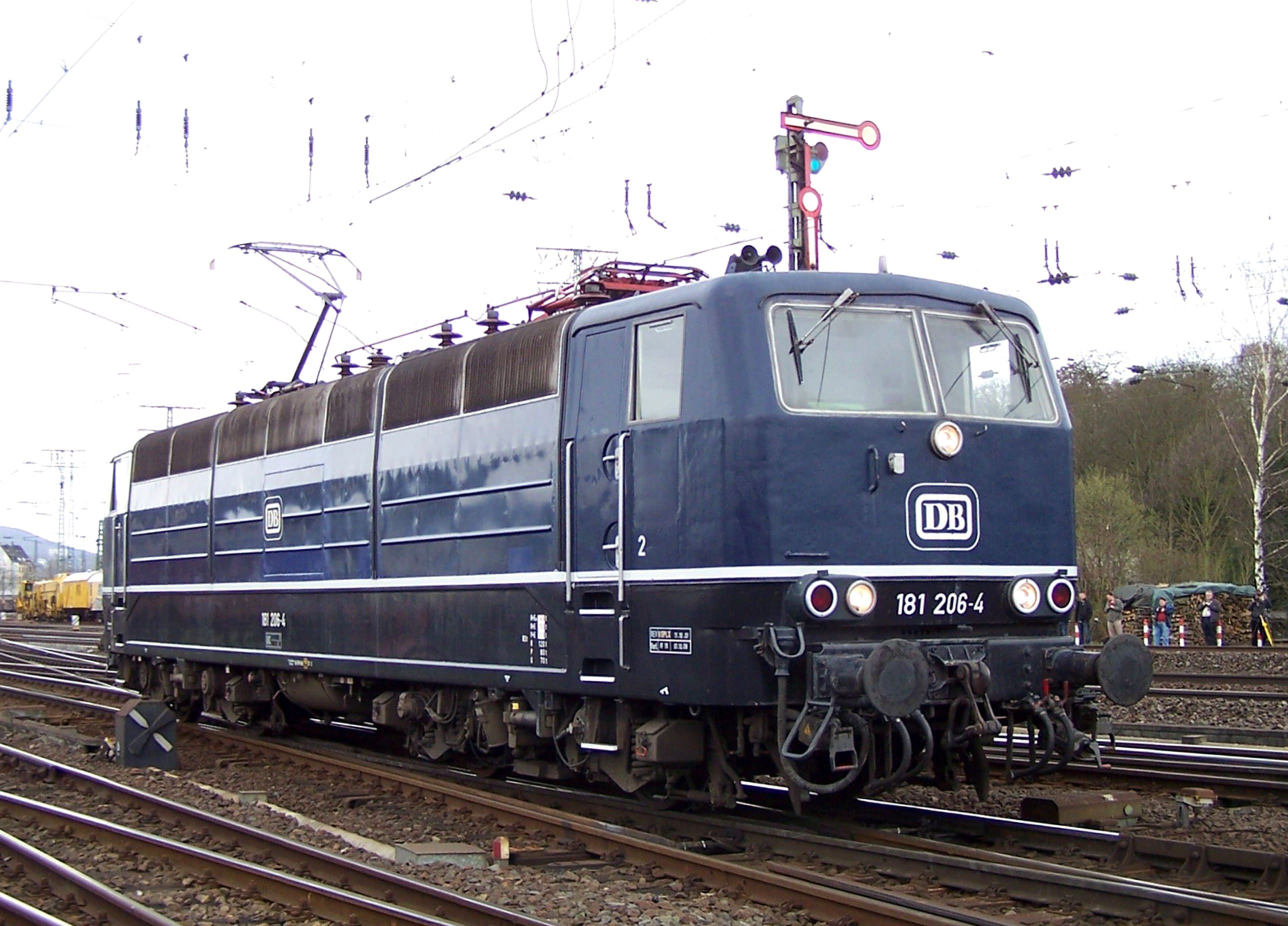
La locomotiva 181 206 durante una parata nel Museo DB di Coblenza-Lützel, filiale del Museo dei Trasporti di Norimberga.

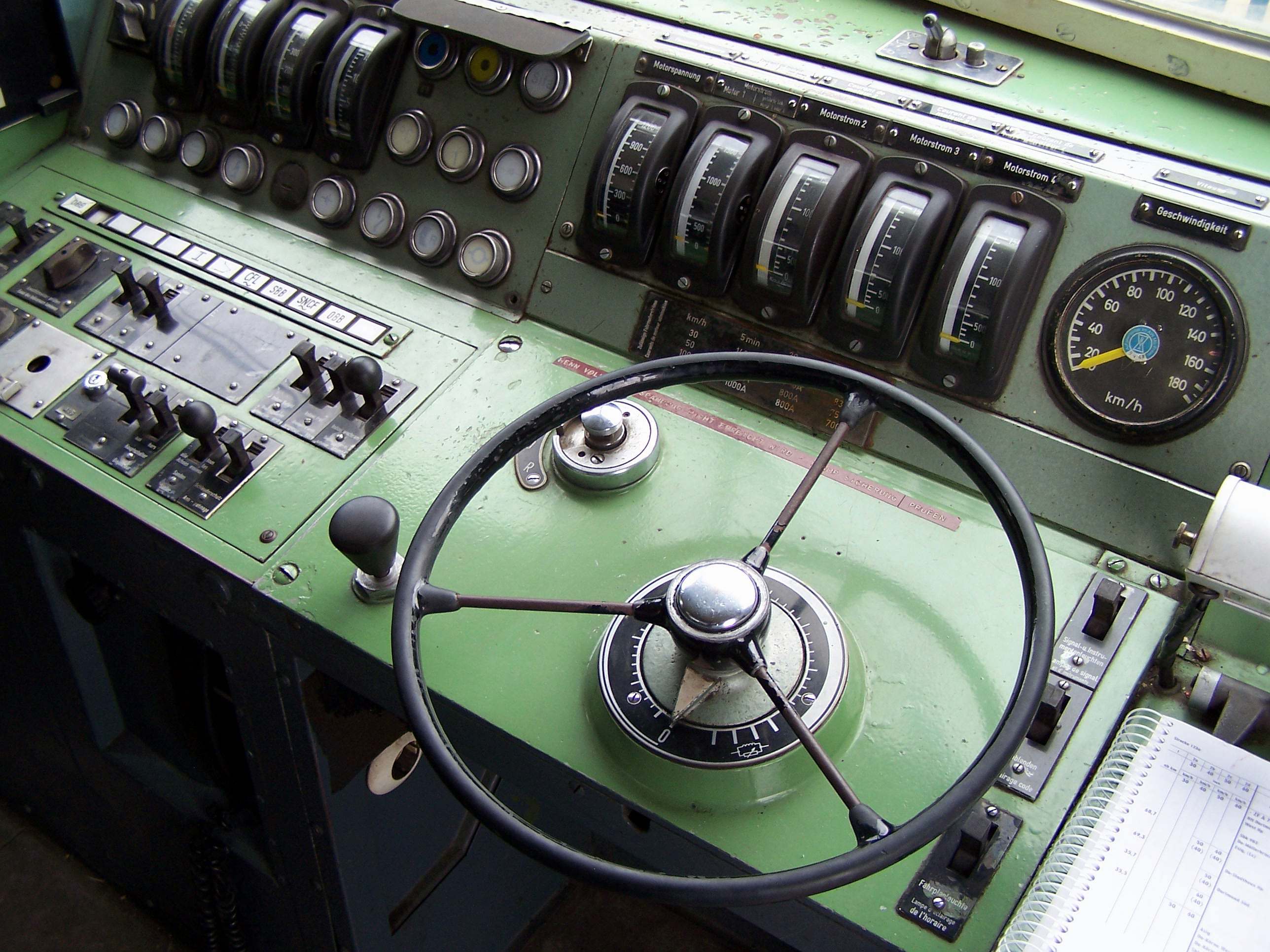
Il banco di manovra della locomotiva.

Le locomotive sono equipaggiate con quattro motori di trazione che azionano ciascun asse dei due carrelli con una trasmissione cardanica ad anello di gomma (Gummiring-Kardanantrieb), realizzando lo schema di rodiggio Bo'Bo'.
Durante le prove dei prototipi si manifestarono delle oscillazioni verticali permanenti del telaio della locomotiva al superamento della velocità critica di 120 km/h. L'inconveniente fu risolto intervenendo sui perni dei carrelli, ma il miglioramento introdotto ebbe come effetto secondario l'aumento della tendenza allo sbandamento della locomotiva in fase di partenza. Nella realizzazione delle macchine di serie (sottogruppo 181.2) la Krupp mise a frutto l'esperienza acquisita con le locomotive del gruppo 151 sul sistema di accoppiamento tra le boccole delle sale e il telaio del carrello detto Lemniskatenlenker, la cui adozione assieme alla riduzione dell'interperno tra i carrelli permise di ottenere un significativo miglioramento delle caratteristiche dinamiche.
La principale innovazione tecnologica introdotta sui prototipi fu l'adozione dell'elettronica di potenza e di controllo nei circuiti di trazione e di comando della locomotiva, che comportò la risoluzione di numerosi problemi di progetto e messa a punto del sistema. In pratica il circuito di trazione, composto da un graduatore elettromeccanico che alimentava i classici motori monofase a collettore andando ad agire sulle prese multiple del trasformatore principale della locomotiva, fu sostituito con una coppia di ponti raddrizzatori a tiristori che alimentavano motori a collettore per corrente ondulata. L'elettronica di controllo, agendo opportunamente sul ritardo di accensione dei tiristori, era in grado di fornire ai motori di trazione un valore di tensione variabile con continuità che consentiva di sfruttare al meglio l'aderenza tra ruota e rotaia, ottenendo allo stesso tempo una regolazione della velocità priva degli strappi causati dai gradini di tensione che si avevano con il controllo elettromeccanico nel passaggio da una presa all'altra del trasformatore.
Le locomotive sono in grado di funzionare in comando multiplo e di essere telecomandate, tuttavia non sono compatibili con tutti i tipi di carrozze pilota.
Tenendo conto della minore altezza di posa della linea aerea di contatto in Francia si decise di realizzare la locomotiva con una quota dell'imperiale più bassa.
Una caratteristica particolare è la disposizione asimmetrica delle apparecchiature che comporta la presenza di sette griglie di ventilazione su un lato, mentre sull'altro le tre griglie centrali sono sostituite da finestre.
Con quasi 17 metri di lunghezza e una massa di 84 tonnellate le 181 dispongono di una potenza continuativa di 3300 kW che consente ai prototipi 181.0 e 181.1 una velocità massima di 150 km/h, che sale a 160 km/h per le locomotive di serie 181.2.
Per la disposizione delle apparecchiature nella sala macchine il corridoio di collegamento tra le cabine di guida è stato realizzato a forma di Z.

## Schemi di coloritura
Le prime locomotive furono consegnate nel consueto schema di coloritura «blu acciaio», che contraddistingueva all'epoca le locomotive per treni veloci.
A partire dalla 181 211 fu introdotto il nuovo schema con la combinazione di colori «blu oceano-beige».
Nel 1992 comparvero le prime 181.2 nella coloritura «rosso oriente» con pettorina frontale bianca.
Dal 1998 iniziarono a diffondersi le unità nella coloritura «rosso traffico».

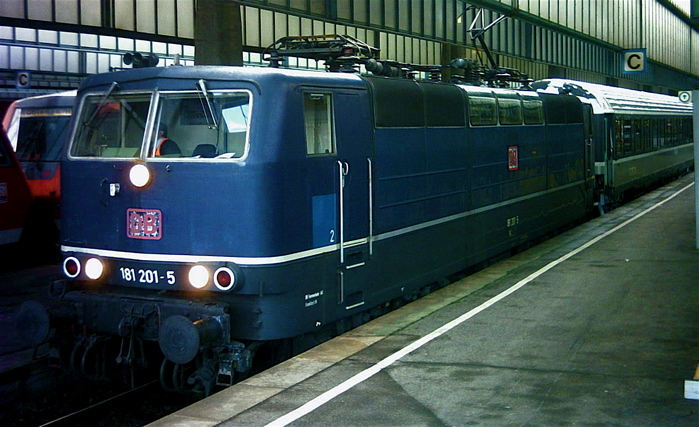
La 181 201 nella coloritura «blu acciaio» nella stazione di Stoccarda in testa a un treno notturno proveniente da Parigi.
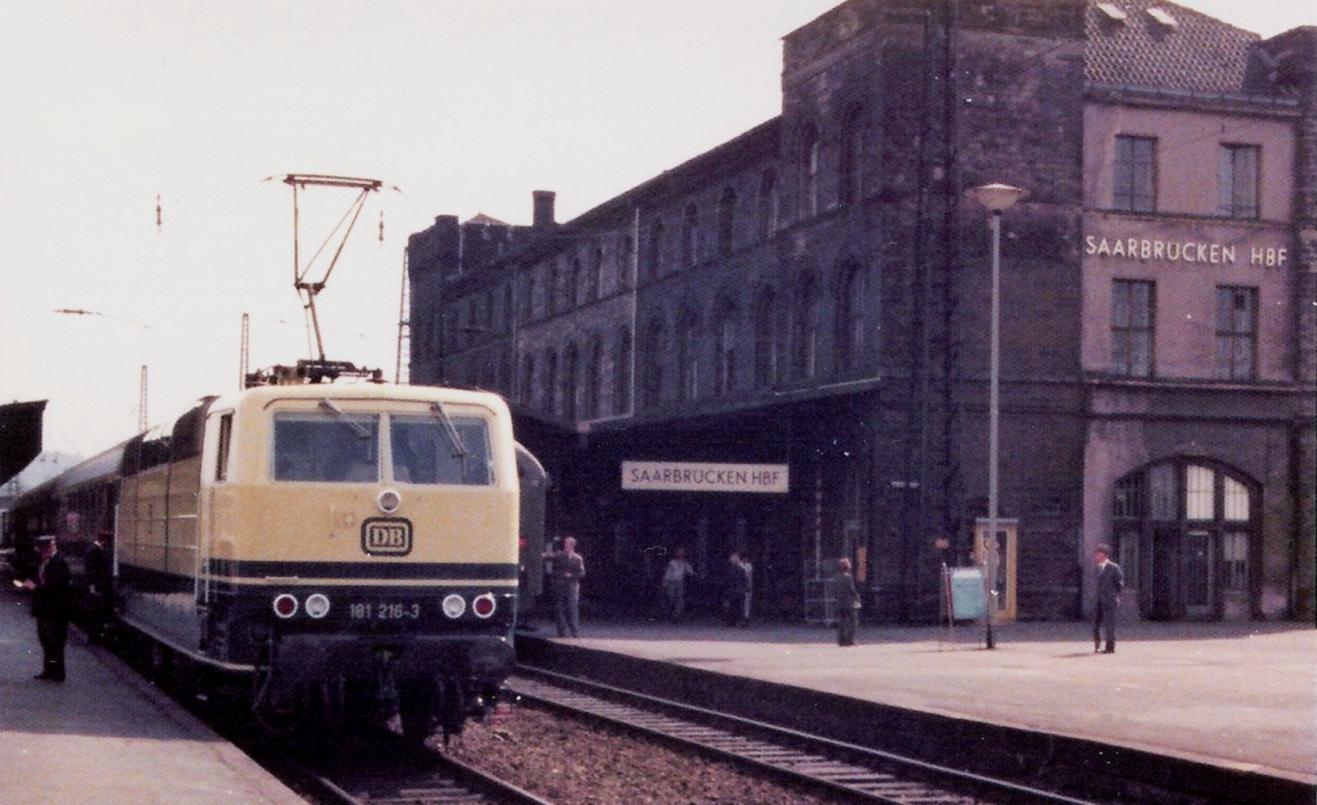
La 181 216 nella coloritura «blu oceano-beige» nella stazione di Saarbrücken nel 1975.
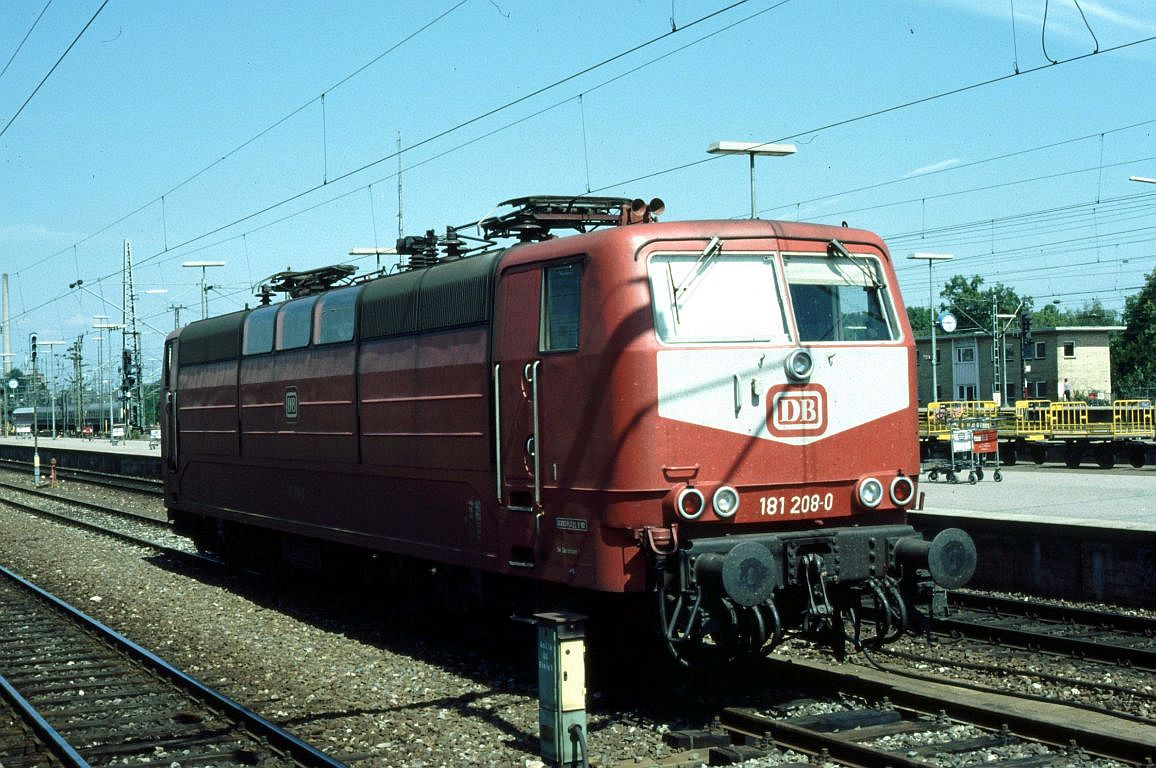
La 181 208 nella coloritura «rosso oriente» nella stazione di Stoccarda.
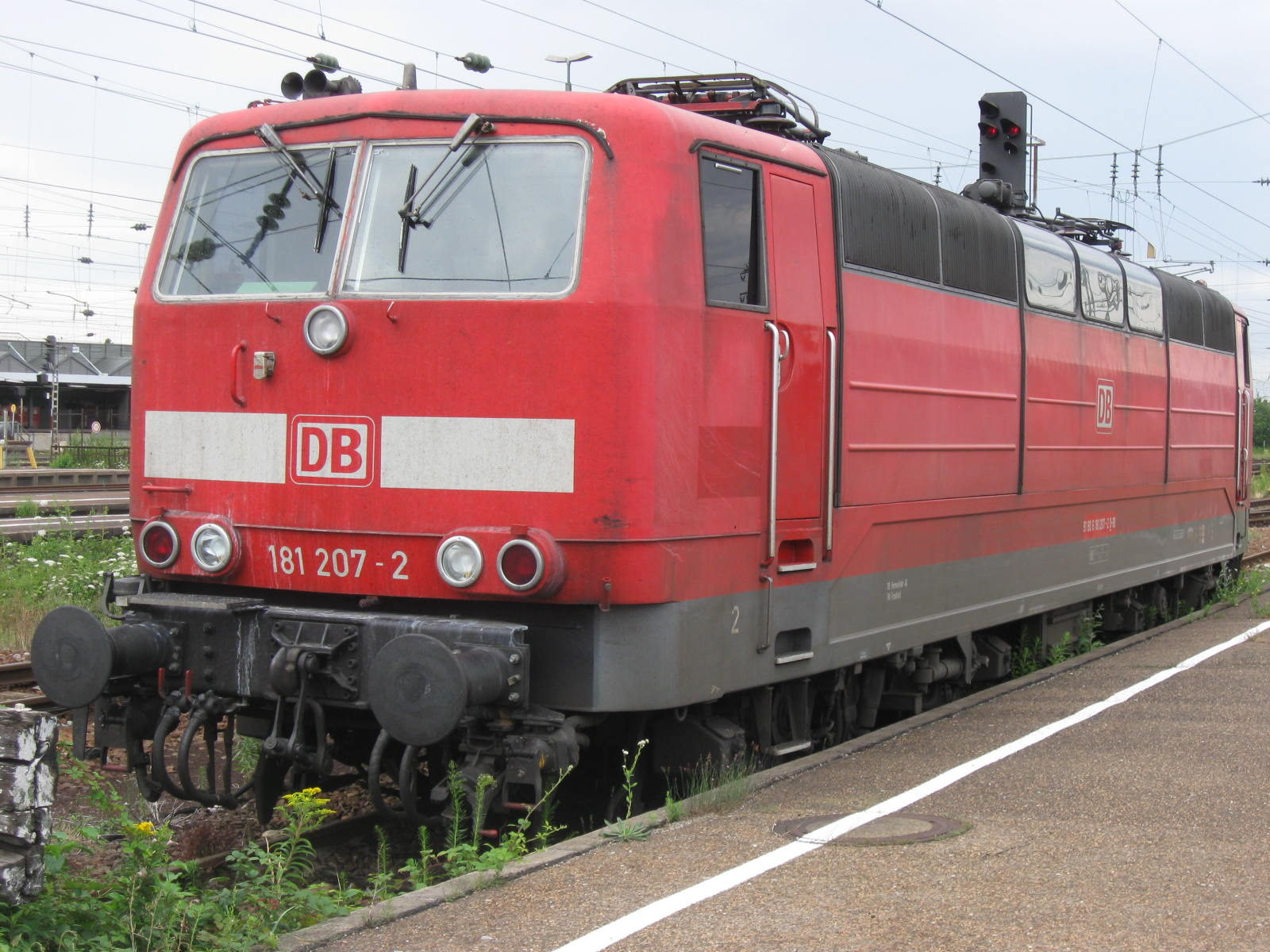
La 181 207 nella coloritura «rosso traffico» nella stazione di Karlsruhe.

## Dati statistici
| Marcatura | Coloritura       | Stato |
| --------- | ---------------- | --- |
| 181 001-9 | blu acciaio      | Conservata nel museo ferroviario DB di Coblenza-Lützel, inutilizzabile                                                                       |
| 181 201-5 | blu acciaio      | Riportata nella coloritura originale "blu acciaio" nei mesi di ottobre e novembre 2010, stato di funzionamento ignoto                        |
| 181 202-3 | rosso oriente    | Rottamata l'11 gennaio 2006 nelle officine di Dessau                                                                                         |
| 181 203-1 | rosso oriente    | Accantonata |
| 181 204-9 | rosso traffico   | |
| 181 205-6 | rosso traffico   | |
| 181 206-4 | blu acciaio      | Conservata nel museo ferroviario DB di Coblenza-Lützel                                                                                       |
| 181 207-2 | rosso traffico   | |
| 181 208-0 | rosso traffico   | Accantonata |
| 181 209-8 | rosso traffico   | |
| 181 210-6 | rosso traffico   | |
| 181 211-4 | rosso traffico   | Battezzata "Lorraine", ridipinta in "rosso traffico" nel giugno 2012 (originariamente era "blu oceano-beige"), stato di funzionamento ignoto |
| 181 212-2 | rosso traffico   | Battezzata "Luxembourg" |
| 181 213-0 | rosso traffico   | Battezzata "Saar", ridipinta in "rosso traffico" nel giugno 2012 (originariamente era "rosso oriente"), stato di funzionamento ignoto        |
| 181 214-8 | rosso traffico   | Battezzata "Mosel" |
| 181 215-5 | rosso traffico   | |
| 181 216-3 | rosso traffico   | Rottamata il 29 novembre 2007 nelle officine di Dessau                                                                                       |
| 181 217-1 | blu oceano-beige | Rottamata il 4 giugno 2003 da Bender a Opladen                                                                                               |
| 181 218-9 | rosso traffico   | |
| 181 219-7 | rosso traffico   | Riattivata il 2 dicembre 2008 |
| 181 220-5 | rosso traffico   | |
| 181 221-3 | rosso traffico   | |
| 181 222-1 | rosso traffico   | Accantonata |
| 181 223-9 | rosso traffico   | |
| 181 224-7 | rosso oriente    | Accantonata |
| 181 225-4 | rosso traffico   | Accantonata |